# Hancockella
Hancockella is een geslacht van rechtvleugeligen uit de familie doornsprinkhanen (Tetrigidae). De wetenschappelijke naam van dit geslacht is voor het eerst geldig gepubliceerd in 1940 door Uvarov.

## Soorten
Het geslacht Hancockella  is monotypisch en omvat slechts de volgende soort:
- Hancockella portentosa (Kirby, 1914)